# Hydroksykarbamid
Hydroksykarbamid (hydroksymocznik, łac. Hydroxycarbamidum) – organiczny związek chemiczny z grupy amidów, hydroksylowa pochodna mocznika. Stosowany jest jako lek przeciwnowotworowy. Działa przez hamowanie syntezy kwasu deoksyrybonukleinowego (DNA) w efekcie blokowania aktywności reduktazy rybonukleotydowej, enzymu odpowiedzialnego za przekształcenie rybonukleotydów do deoksyrybonukleotydów. Działa swoiście na fazę S, wykazuje także działanie w fazie G2 cyklu komórkowego. 

## Zastosowanie
Hydroksykarbamid jest stosowany w terapii nowotworów głowy i szyi, raka jajnika, czerniaka, przede wszystkim jednak w leczeniu przewlekłej białaczki szpikowej (granulocytowej) opornej na busulfan, nadpłytkowości samoistnej i innych zespołów mieloproliferacyjnych (czerwienica prawdziwa). Hydroksymocznik stosowany jest ponadto u pacjentów z anemią sierpowatą jako czynnik zmniejszający liczbę zdefektowanych erytrocytów.  Bywa stosowany w leczeniu skojarzonym raka krtani, w niektórych nowotworach skóry, w skojarzeniu z radioterapią. Niekiedy w dermatologii w niektórych postaciach łuszczycy. Ponadto hydroksymocznik pobudza syntezę hemoglobiny płodowej (HbF), co wykorzystywane jest w leczeniu niedokrwistości sierpowatokrwinkowej.

## Działania uboczne
Nudności, wymioty, biegunka, zaparcia, anoreksja, zapalenia jamy ustnej, zaburzenia oddawania moczu, mielosupresja, łysienie, gorączka, zaburzenie czynności nerek (na ogół krótkotrwałe).

## Informacje dodatkowe
Lek przenika do płynu mózgowo-rdzeniowego. Powoduje zmniejszenie stężenia żelaza i zwiększenie stężenia kwasu moczowego we krwi. Należy zachować ostrożność w przypadku leczenia skojarzonego z radioterapią. W trakcie leczenia kontrolować czynność wątroby i nerek.